# Starče
Starče este un sat din comuna Kolašin, Muntenegru. Conform datelor de la recensământul din 2003, localitatea are 120 de locuitori (la recensământul din 1991 erau 236 de locuitori).

## Demografie
În satul Starče locuiesc 101 persoane adulte, iar vârsta medie a populației este de 40,4 de ani (37,5 la bărbați și 43,6 la femei). În localitate sunt 36 de gospodării, iar numărul mediu de membri în gospodărie este de 3,33.
Populația localității este foarte eterogenă.
|  |

| Demografie | Demografie | Demografie |
| An         | Locuitori  | Locuitori  |
| ---------- | ---------- | ---------- |
|            |            |            |
|            |            |            |
|            |            |            |
|            |            |            |
| 1948       | 533        |            |
| 1953       | 439        |            |
| 1961       | 481        |            |
| 1971       | 438        |            |
| 1981       | 350        |            |
| 1991       | 236        | 235        |
| 2003       | 120        | 120        |

| \| Componența etnică conform recensământului din 2003[2] \| Componența etnică conform recensământului din 2003[2] \| Componența etnică conform recensământului din 2003[2] \| Componența etnică conform recensământului din 2003[2] \| Componența etnică conform recensământului din 2003[2] \| \| ----------------------------------------------------- \| ----------------------------------------------------- \| ----------------------------------------------------- \| ----------------------------------------------------- \| ----------------------------------------------------- \| \| \| \| \| \| \| \| Sârbi \| Sârbi \| \| 46 \| 38,33% \| \| Muntenegreni \| Muntenegreni \| \| 43 \| 35,83% \| \| necunoscută \| necunoscută \| \| 0 \| 0% \| |              |  |    |        |
| Componența etnică conform recensământului din 2003 |              |  |    |        |
| |              |  |    |        |
| Sârbi | Sârbi        |  | 46 | 38,33% |
| Muntenegreni | Muntenegreni |  | 43 | 35,83% |
| necunoscută | necunoscută  |  | 0  | 0%     |